# Garz (Rügen)
Garz é uma cidade da Alemanha localizada no distrito de Vorpommern-Rügen, estado de Mecklemburgo-Pomerânia Ocidental.
Pertence ao Amt de Bergen auf Rügen.